# Dragostea mea (film)
Dragostea mea (titlul original: în italiană Amore mio) este un film dramatic italian, realizat în 1964 de regizorul Raffaello Matarazzo, protagoniști fiind actorii Eleonora Brown, Paul Guers, Antonella Lualdi și Didi Perego. 

## Distribuție
- Eleonora Brown – Nora
- Paul Guers – Mario
- Antonella Lualdi – Elsa
- Didi Perego – mama Norei
- Luciana Angiolillo – secretara lui Mario
- Mario Siletti – Giovanni
- Aldo Bufi Landi – medicul
- Emma Baron – Ottavia
- Attilio Dottesio – agentul de poliție
- Patrizia Canevari – Mirella
- Gianna Cobelli – vânzătoare din atelier
- Irene Aloisi – doamna de la imobiliare
- Claudio Maccari –
- Lamberto Antinori –
- Anna Russo –
- Halina Zalewska –

## Trivia
După ce a regizat trei comedii, Matarazzo revine la melodrama sentimentală lacrimogenă, cu care obținuse atât de mult succes în deceniul precedent, dar din cauza unor vicisitudini apărute în timpul producției, filmul a fost distribuit de Titanus doar în circuite provinciale minore și nu a ajuns niciodată în orașe mari precum Roma și Milano, prin urmare a înregistrat puțin succes.